# Lijst van kunstwerken in het Mauritshuis/O
Lijst van kunstwerken in het Mauritshuis en de Galerij Prins Willem V in Den Haag met werken van kunstenaars van wie de naam begint met de letter O. Vermeldingen in het grijs geven aan dat het werk geen deel meer uitmaakt van de collectie, bijvoorbeeld omdat het in bruikleen gegeven is aan een andere instelling of omdat het teruggegeven is aan de bruikleengever.
| Inventaris-nummer | Maker                            | Titel                                                 | Datering      | Type       | Afbeelding |
| ----------------- | -------------------------------- | ----------------------------------------------------- | ------------- | ---------- | ---------- |
| 195               | Jacob Ochtervelt                 | Een visverkoper aan de deur                           | Ca. 1663      | Schilderij |            |
| 681               | Hendrick ten Oever               | Gezicht op de Herengracht in Amsterdam                | Ca. 1690      | Schilderij |            |
| 537               | Jan Olis                         | Portret van Johan van Beverwijck in zijn studeerkamer | Ca. 1640      | Schilderij |            |
| 1001              | Isaac Oliver                     | Portret van een vrouw in maskeradekleding als Flora   | 1575-1617     | Miniatuur  |            |
| 1019              | Toegeschreven aan Peter Oliver   | Portret van George Villiers, hertog van Buckingham    | 1612-1647     | Miniatuur  |            |
| 297               | Omgeving van Jacob van Oost (II) | Buste van een jonge man                               | 1652-1713     | Schilderij |            |
| 468               | Maria van Oosterwijck            | Bloemen in een versierde vaas                         | Ca. 1670-1675 | Schilderij |            |
| 1                 | Jacob Cornelisz. van Oostsanen   | Salome met het hoofd van Johannes de Doper            | 1524          | Schilderij |            |
| 580               | Adriaen van Ostade               | Boerenfeest                                           | Ca. 1630-1640 | Schilderij |            |
| 745               | Adriaen van Ostade               | Boer met varken                                       | 1644          | Schilderij |            |
| 807               | Adriaen van Ostade               | Vrolijke drinkers                                     | 1659          | Schilderij |            |
| 128               | Adriaen van Ostade               | Boeren in een herberg                                 | 1662          | Schilderij |            |
| 129               | Adriaen van Ostade               | De vioolspeler                                        | 1673          | Schilderij |            |
| 864               | Isaac van Ostade                 | IJsvermaak                                            | Ca. 1640-1642 | Schilderij |            |
| 789               | Isaac van Ostade                 | Reizigers voor een herberg                            | 1646          | Schilderij |            |